# Armadillidium apuanum
Armadillidium apuanum is een pissebed uit de familie Armadillidiidae. De wetenschappelijke naam van de soort is voor het eerst geldig gepubliceerd in 1995 door Taiti & Ferrara.